# Axel Müller
Hans Axel Müller Odriozola (Tacuarembó, Uruguay, 2 de octubre de 1996) es un futbolista uruguayo de ascendencia alemana. Juega de lateral izquierdo y su equipo actual es el Albion Football Club de la Segunda División Profesional de Uruguay.

## Trayectoria
Axel comenzó a jugar al fútbol en Sparta, club de su ciudad natal Tacuarembó, realizó el baby fútbol, fue tricampeón y se destacó como goleador.
En el año 2008, se unió a Defensor Sporting de Montevideo, y fue observado por Jorge Albear, un ojeador que llevaba jugadores a Europa, de inmediato notó a Axel, que se destacaba siendo menor que la categoría a la que defendía, luego de la práctica convenció al padre para llevar a su hijo a Inglaterra. Müller, con 12 años, entrenó en las instalaciones del Chelsea. Conoció al jugador profesional Franco Di Santo, estuvo en la casa del argentino.
Respecto a su experiencia de conocer la infraestructura de Chelsea y adaptarse al fútbol inglés, recuerda:

«Es tremendo. Tenes un complejo con 25 canchas y las canchas, al menos cuando yo fui, estaban en perfecto estado. Hay gente todo el día trabajando, todo el día regándolas y cortándoles el pasto todo el tiempo. Muy bueno está el complejo.
El fútbol inglés es muy diferente al de acá. Es todo por las puntas y además se juega más con fuerza y todo. Y yo que soy más un enganche que juega ahí en el medio tenía poco la pelota. Pero poco a poco fui adaptándome al estilo de juego y la verdad que después me acostumbre bastante.»

En el 2010, tuvo la oportunidad de volver a Inglaterra, esta vez para probarse en West Ham. Luego viajó hasta España para entrenar en las instalaciones del Real Madrid.
Axel intentó ser fichado por los 3 clubes europeos en los que practicó, pero debido a diferencias entre el empresario y sus padres, prefirieron priorizar su educación en Uruguay y rechazar las orfertas.
Continuó su carrera las juveniles del Tacuarembó Fútbol Club, equipo de su ciudad natal que disputaba en ese momento la Segunda División Profesional.
Para la pretemporada 2011/12, Müller fue invitado a entrenar con el plantel de Primera, realizó la preparación de la temporada con 14 años.
A finales de enero del 2012, el Club Nacional de Football, uno de los 2 equipos más poderos del país, fichó a Müller con 15 años, que tenía una cláusula especial para no trabar su fichaje ante un equipo importe, arribó a los tricolores en condición de libre. Además, había recibido una oferta de Boca Juniors, equipo que estaba dispuesto a pagar 50.000 dólares el primer año y 70.000 el segundo para ficharlo, pero el deseo de Axel fue jugar con Nacional.
En su primer año, se integró a la sub-16 del bolso, le fue adjudicada la camiseta número 10, en su primer partido brindó una asistencia. Pero luego una fractura de clavícula lo alejó de las canchas. Cuando se recuperó, anotó 4 goles en un partido. En su primer clásico, se desgarró y volvió a quedar sin actividad por más de un mes.
En el 2013, continuó su progreso y anotó 2 goles en Quinta División, a pesar de ser titular, el técnico lo sustituía en casi todos los segundos tiempos. Ya en 2014, perdió la titularidad en su primer año de Cuarta, la sub-19 del club.
Pero en el 2015, fue seleccionado para representar a Nacional en la Franz Josef Cup, torneo amistoso internacional que se realizó en Austria y Eslovaquia. Axel jugó 4 partidos, en el primero fue elegido como uno de los 2 mejores jugadores del encuentro, llegaron a la final pero luego de empatar sin goles contra Cruzeiro, perdieron por penales 5 a 4. Un ojeador del Pescara, equipo profesional italiano, estuvo presente en el torneo y lo recomendó al club.
A comienzos de la temporada 2014/15, Axel regresó a Europa, esta vez cedido desde Nacional, por 2 años, al Pescara. Realizó la pretemporada con el plantel absoluto, alternando con la reserva. Conoció a otro uruguayo, Lucas Torreira, con quien entabló una amistad.
Debutó en el Campeonato Primavera en la fecha 1, que se jugó el 12 de septiembre de 2015, fue titular con la camiseta número 8 pero perdieron 4 a 0 contra Lazio. En su segundo encuentro, utilizó la camiseta número 10, anotó su primer gol pero perdieron 2 a 1 contra Latina.
Se adaptó de inmediato al ritmo europeo, por lo que en el primer semestre, jugó 16 partidos y anotó 6 goles, con un hat-tick incluido.
Mantuvo el nivel al año siguiente, y fue convocado por primera vez para estar a la orden en un partido del primer equipo de Pescara, el 15 de abril de 2016, estuvo en el banco de suplentes contra Cesena, no ingresó pero ganaron 1 a 0. A la jornada siguiente, volvió a ser llamado, pero no tuvo minutos, de igual forma, derrotaron a Spezia 1 a 0.
A principios de mayo, trascendió el interés de Lazio y Roma por los servicios de Axel.
Finalizó su primera temporada en Pescara con 25 participaciones en el campeonato juvenil, anotó 15 goles y brindó 3 asistencias.

## Selección nacional
Axel ha sido parte del proceso de la selección de Uruguay en las categorías sub-15 y sub-17.
En el año 2011, fue convocado para practicar con la sub-15. Pero en octubre, también fue llamado para entrenar con la sub-17.
Renunció a la selección de uruguaya sub-15 de fútbol, que jugó el Sudamericano del 2011 en Uruguay, para disputar un Mundial juvenil de Pádel, que se realizó en Marruecos.
En el 2012, entrenó en varias ocasiones la sub-17 pero no quedó en el plantel definitivo para las competiciones oficiales.

## Estadísticas
Actualizado al último partido disputado el 25 de junio de 2023.
| Club                  | Div.          | Temporada     | Liga  | Liga  | Liga   | Copas nacionales | Copas nacionales | Copas nacionales | Copas internacionales | Copas internacionales | Copas internacionales | Total | Total | Total  |
| Club                  | Div.          | Temporada     | Part. | Goles | Asist. | Part.            | Goles            | Asist.           | Part.                 | Goles                 | Asist.                | Part. | Goles | Asist. |
| --------------------- | ------------- | ------------- | ----- | ----- | ------ | ---------------- | ---------------- | ---------------- | --------------------- | --------------------- | --------------------- | ----- | ----- | ------ |
| Pescara · Italia      |               |               |       |       |        |                  |                  |                  |                       |                       |                       |       |       |        |
| 2.ª                   | 2015/16       | 0             | 0     | 0     | -      | -                | -                | -                | -                     | -                     | 0                     | 0     | 0     |        |
| Total club            | Total club    | 0             | 0     | 0     | 0      | 0                | 0                | 0                | 0                     | 0                     | 0                     | 0     | 0     |        |
| Nacional · Uruguay    |               |               |       |       |        |                  |                  |                  |                       |                       |                       |       |       |        |
| 1.ª                   | 2018          | 0             | 0     | 0     | -      | -                | -                | -                | -                     | -                     | 0                     | 0     | 0     |        |
| Total club            | Total club    | 0             | 0     | 0     | 0      | 0                | 0                | 0                | 0                     | 0                     | 0                     | 0     | 0     |        |
| Racing · Uruguay      |               |               |       |       |        |                  |                  |                  |                       |                       |                       |       |       |        |
| 1.ª                   | 2018          | 11            | 1     | 1     | -      | -                | -                | -                | -                     | -                     | 11                    | 1     | 1     |        |
| Total club            | Total club    | 11            | 1     | 1     | 0      | 0                | 0                | 0                | 0                     | 0                     | 11                    | 1     | 1     |        |
| Wanderers · Uruguay   |               |               |       |       |        |                  |                  |                  |                       |                       |                       |       |       |        |
| 1.ª                   | 2019          | 12            | 2     | 2     | -      | -                | -                | -                | -                     | -                     | 12                    | 2     | 2     |        |
| Total club            | Total club    | 12            | 2     | 2     | 0      | 0                | 0                | 0                | 0                     | 0                     | 12                    | 2     | 2     |        |
| Cerro Largo · Uruguay |               |               |       |       |        |                  |                  |                  |                       |                       |                       |       |       |        |
| 1.ª                   | 2020          | 3             | 0     | 0     | -      | -                | -                | 2                | 0                     | 0                     | 5                     | 0     | 0     |        |
| Total club            | Total club    | 3             | 0     | 0     | 0      | 0                | 0                | 2                | 0                     | 0                     | 5                     | 0     | 0     |        |
| Schaffhausen · Suiza  |               |               |       |       |        |                  |                  |                  |                       |                       |                       |       |       |        |
| 2.ª                   | 2020/21       | 21            | 0     | 2     | -      | -                | -                | -                | -                     | -                     | 21                    | 0     | 2     |        |
| 2.ª                   | 2021/22       | 28            | 0     | 1     | 1      | 0                | 0                | -                | -                     | -                     | 29                    | 0     | 1     |        |
| 2.ª                   | 2022/23       | 14            | 0     | 0     | 3      | 1                | 0                | -                | -                     | -                     | 17                    | 1     | 0     |        |
| Total club            | Total club    | 63            | 0     | 3     | 4      | 1                | 0                | 0                | 0                     | 0                     | 67                    | 1     | 3     |        |
| Albion · Uruguay      |               |               |       |       |        |                  |                  |                  |                       |                       |                       |       |       |        |
| 2.ª                   | 2023          | 8             | 0     | 0     | -      | -                | -                | -                | -                     | -                     | 8                     | 0     | 0     |        |
| Total club            | Total club    | 8             | 0     | 0     | 0      | 0                | 0                | 0                | 0                     | 0                     | 8                     | 0     | 0     |        |
| Total carrera         | Total carrera | Total carrera | 97    | 3     | 6      | 4                | 1                | 0                | 2                     | 0                     | 0                     | 103   | 4     | 6      |
| 1. 2.                 |               |               |       |       |        |                  |                  |                  |                       |                       |                       |       |       |        |

## Palmarés

### Títulos nacionales
| Título            | Club              | País    | Año  |
| ----------------- | ----------------- | ------- | ---- |
| Torneo Apertura   | C. Nacional de F. | Uruguay | 2018 |
| Torneo Intermedio | C. Nacional de F. | Uruguay | 2018 |